# Herbert Strässer

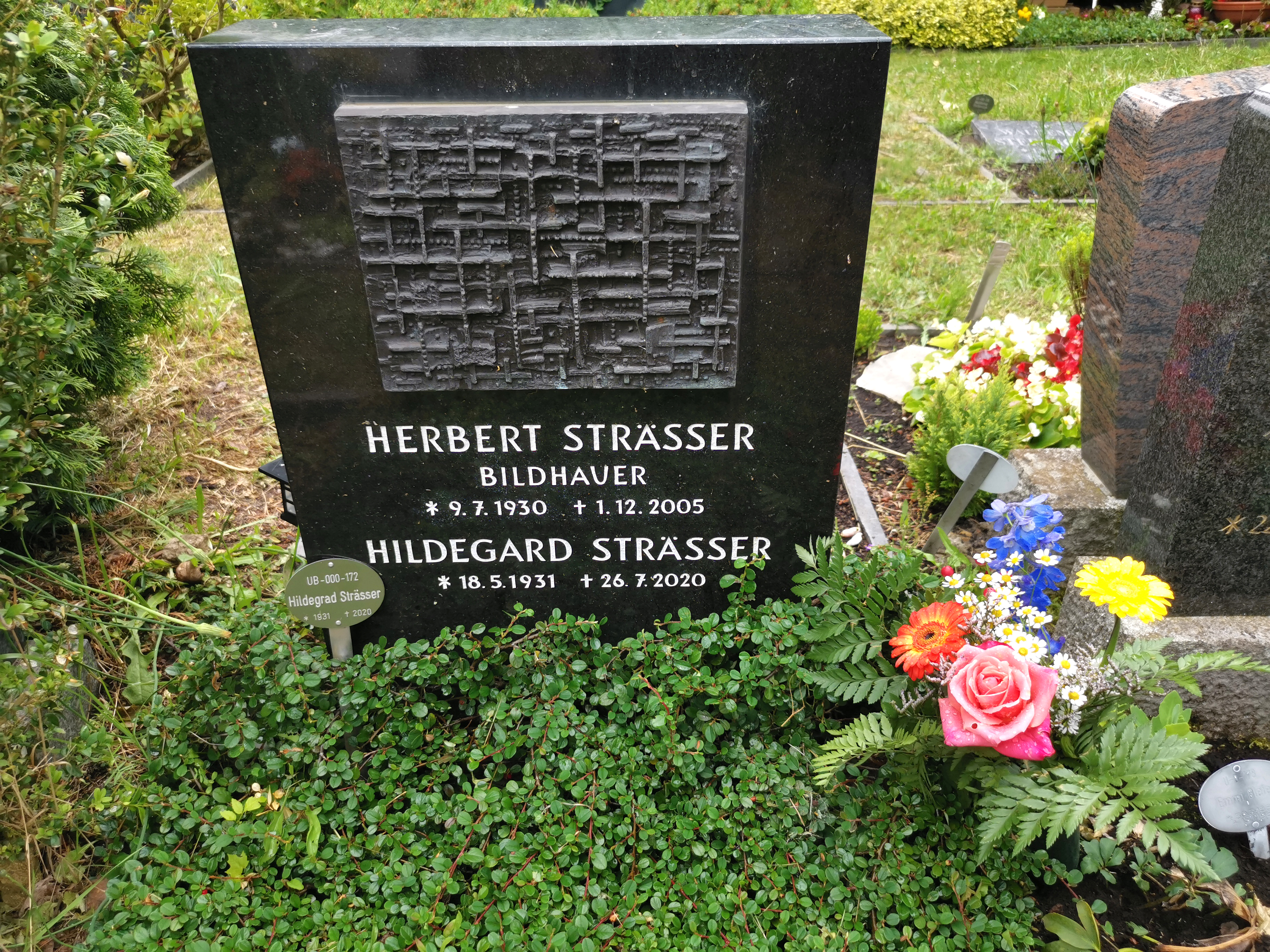
Grab auf dem Luisenstädtischen Friedhof in Berlin-Kreuzberg

Herbert Strässer (* 9. Juli 1930 in Lebach, Saarland; † 1. Dezember 2005 in Bücken, Grafschaft Hoya) war ein deutscher Bildhauer. Sein bekanntestes Werk ist die Skulptur der Goldenen Europa.

## Leben
Herbert Strässer besuchte von 1947 bis 1952 die Staatliche Schule für Kunst und Handwerk in Saarbrücken, wo er Schüler von Hannes Neuner war, und von 1952 bis 1954 die École nationale supérieure des beaux-arts de Paris. Anschließend lernte er von 1954 bis 1955 Experimentelle Fotografie bei Otto Steinert in Saarbrücken.
1955 begann er mit plastischen Arbeiten. 1957 nahm er am Internationalen Auschwitz-Wettbewerb teil. Zwischen 1959 und 1966 war Strässer als Kunsterzieher tätig. Daneben hatte er 1962 eine Gastteilnahme am Symposion Europäischer Bildhauer in Berlin und 1963 einen Förderauftrag des Saarländischen Kultusministeriums. Zwischen 1963 und 1967 gewann Strässer mehrere Preise bei Wettbewerben. Von 1961 bis 1971 hielt er sich zu Studien- und Arbeitszwecken in Berlin auf. Im Jahr 1971 nahm er am Olympia-Wettbewerb München teil.
1972 übersiedelte Strässer nach Ludwigshafen am Rhein und 1973 nach Berlin. 1990 erwarb er in Bücken die „Hoffmeyer-Schmiede“, ein historisches Zweiständerhaus aus dem Jahre 1621, in dem er fortan lebte und arbeitete.

## Werk
Herbert Strässer hat ein umfangreiches und vielfältiges Werk geschaffen, das unter anderem Reliefs, Skulpturen, Terracotten, Bronzen und  Stahlkonstruktionen umfasst. Seine Arbeitsmaterialien wählte er aus verschiedensten Werkstoffen: Gips, Holz, Stein, Stahl, Terracotta, Bronze. Einige Arbeiten wurden für Innen- und Außengestaltung öffentlicher Räume geschaffen und sind in einigen Städten zu sehen.
- Goldene Europa (1968)
- Edelstahlbrunnen in Pforzheim (1973)[1]
- SPIDEM-Kristall (Preis der GEMA)

## Ausstellungen
- 1962: Große Münchner Kunstausstellung, Neue Gruppe
- Skulptur im Freien, Internationale Ausstellung Galerie S, Berlin
- 1964: Arbeitsgemeinschaft Pfälzer Künstler, Kaiserslautern
- 1964: Saarländischer Künstlerbund Saarbrücken; Junge Berliner Kunst, Saarbrücken; Herbstsalon, Haus der Kunst, München
- 1965: Kunstverein Wolfsburg, Stadthalle; Oldenburger Kunstverein, Oldenburg; Galerie „pro arte“, Delmenhorst; Finsterwolde, Holland, Saarländischer Künstlerbund, Saarbrücken; Galerie Elitzer, Saarbrücken
- 1966: Arbeitsgemeinschaft Pfälzer Künstler, Kaiserslautern; Berliner Bildhauer und Maler, Kunsthaus Hamburg; Skulpturen, Internationale Ausstellung, Europa-Center, Berlin; Deutscher Künstlerbund, Saarbrücken; „Form und Farbe“, Galerie Haus Metternich, Koblenz; Saarländischer Künstlerbund, Saarbrücken
- 1967: Fruchtbarkeitssymbole, Galerie S, Berlin
- 1969: „Plastik ’69“, Berlin
- 1970: Berliner Kunstmarkt, Akademie der Künste, Berlin, Kunstmarkt, Basel, Kunst am Bau, Saarbrücken, Moderne Galerie
- 1976: Rathaus Tempelhof, Berlin
- 1977: Kunstverein Kaponier e. V., Vechta
- 1979: 1.-Mai-Salon, Haus am Lützowplatz, Berlin; „20 Berliner Künstler in Bergheim“, Stadthalle, Kunstschau Böttcherstraße, Paula-Becker-Modersohn-Haus, Bremen
- 1980: 1.-Mai-Salon, Berlin
- 1975–1980: Freie Berliner Kunstausstellung, Messehallen am Funkturm
- 1975–1977: Galerie Happ, Berlin